# Зингалес, Франческо
Франческо Зингалес (Цингалес, Дзингалес) (итал. Francesco Zingales; 10 января 1884, Лонджи, Сицилия — 1959, Милан) — итальянский военный деятель, корпусной генерал Королевской итальянской армии.

## Биография
Окончил военную академию Модены.
Участник Битвы при Изонцо во время Первой мировой войны. В 1925 году командовал 23-м пехотным полком Королевской итальянской армии, в 1935 году — 12-й бригадой «Дель Тимаво». В 1936 году назначен начальником пехотной и кавалерийской академии, затем командир 10-й моторизованной дивизии «Пиаве».
В 1940—1941 годах (в том числе во время Югославской операции) командовал механизированным корпусом в составе 6-й армии генерала М. Верчелино. В состав корпуса Зингалеса входили: 9-я дивизия «Пасубо» ген. Виттори Джованнелли, 10-я дивизия «Пьяве» ген. Эркло Ронкалья, 52-я дивизия «Торино» ген. Луиджи Марци.
В 1941 году был назначен командиром предназначенного для отправки на советско-германский фронт Итальянского экспедиционного корпуса (Corpo Italiano di Spedizione in Russia), но уже по пути на фронт в Австрии заболел и был заменен ген. Джованни Мессе. Командовал 7-й армией Италии (1941—1942). Затем командовал XX корпусом, во главе последнего участвовал в боях в Северной Африке. В сентябре 1942 года он, в свою очередь, сменил Джованни Мессе на посту командира XXXV корпуса, входившего в состав 8-й итальянской армии в СССР. После операции «Маленький Сатурн» его корпус был разбит и вынужден отступить за Дон.
После возвращения в Италию в 1943 году 12 июля стал командиром XII итальянского корпуса на Сицилии, с которым сражался против вторжения союзников на этот остров.

## Чины
- Бригадный генерал (1934)
- Генерал-майор (1937)
- Генерал-лейтенант (1940)

## Награды
- Кавалер Военного ордена Италии (1942)
- Офицер Военного ордена Италии (1943)
- Серебряная Медаль «За воинскую доблесть» (Италия) трижды (1912, 1915, 1916)
- Бронзовая Медаль «За воинскую доблесть» (Италия) дважды (1912, 1918)